# Make Me Wanna Die
«Make Me Wanna Die» — дебютный сингл американской альтернативной рок-группы The Pretty Reckless. Песня заняла первое место в британском рок-чарте UK Rock Chart и вошла в саундтрек фильма «Пипец».

## Список композиций
Digital download
| №  | Название                                                           | Длительность |
| -- | ------------------------------------------------------------------ | ------------ |
| 1. | «Make Me Wanna Die» (Taylor Momsen, Kato Khandwala & Ben Phillips) | 3:54         |
| 2. | «Zombie» (Momsen, Khandwala & Phillips)                            | 3:07         |

## Видеоклип
Существуют два видеоклипа «Make Me Wanna Die». Первый ролик был запущен с целью вирусного маркетинга на YouTube и Vevo 13 мая 2010 года. Официальный видеоклип вышел 15 сентября 2010 на iTunes.

## Позиции в чартах
| Чарт (2010)        | Лучший результат |
| ------------------ | ---------------- |
| Австралия — (ARIA) | 61               |
| UK Rock Chart      | 1                |
| UK Singles Chart   | 16               |

## История релизов
| Страна         | Дата          | Формат               | Лейбл              |
| -------------- | ------------- | -------------------- | ------------------ |
| США            | 30 марта 2010 | Цифровая дистрибуция | Interscope Records |
| Великобритания | 13 мая 2010   | Цифровая дистрибуция | Interscope Records |

## Критика
Digital Spy положительно отозвался о сингле, заявив:

The Pretty Reckless — рок-группа из Нью-Йорка, возглавляемая 16-летней телезвездой, чей дебютный сингл взлетел от обычного саундтрека до экшн-бомбы… Кто сказал, что панк мёртв?
Суть в том, что «Make Me Wanna Die» — это взрыв. Точнее, это хороший большой пласт беспокойного грандж-попа с кричащим припевом, прекрасными неровными гитарными риффами и блестящей гранджевой подачей…
Оригинальный текст (англ.)The Pretty Reckless are a New York rawk band fronted by a 16-year-old teen TV star whose debut single has been lifted from the soundtrack to an action flick... Who says punk is dead?

Thing is though, 'Make Me Wanna Die' is actually a bit of a blast. To be precise, it's a great big slab of angsty grunge-pop with a screechalong chorus, some nice jaggedy guitar riffs...

## Использование песни
«Make Me Wanna Die» была использована в трейлере второго сезона сериала «Дневники вампира». Также песня вошла в саундтрек фильма «Пипец» и прозвучала в сериале «Сплетница» (9 серия 4 сезона), где играла сама Тейлор. Также трек прозвучал во время первого выхода на ежегодном показе Victoria's Secret Fashion Show 2011, который состоялся 9 ноября 2011 года. Также песня использовалась в трейлере к японской экранизации манги Gantz, полнометражном фильме Gantz O.